# Emir Bars
Emir Bars (Helmond, Países Bajos, 11 de abril de 2005) es un futbolista turco que juega de centrocampista en el Konyaspor de la Superliga de Turquía.

## Trayectoria
Empezó su formación en el S. C. Helmondia antes de fichar por el PSV Eindhoven a los seis años.
Comenzó jugando de defensa para posteriormente ser reconvertido por los entrenadores del PSV a un papel más ofensivo. En una entrevista de 2024, dijo: "No me importa dónde juegue, siempre que pueda mostrar mis cualidades ofensivas". Firmó su primer contrato profesional con el PSV en junio de 2022.
Dejó el club de Eindhoven en agosto de 2025 y firmó por cuatro años con el Konyaspor.

## Selección nacional
Ha representado a Turquía en las categorías sub-17, sub-18 y sub-19.

## Estadísticas

### Clubes
Actualizado al último partido disputado el 8 de noviembre de 2024.
| Club                    | Div.          | Temporada     | Liga  | Liga  | Liga   | Copas nacionales | Copas nacionales | Copas nacionales | Copas internacionales | Copas internacionales | Copas internacionales | Total | Total | Total  |
| Club                    | Div.          | Temporada     | Part. | Goles | Asist. | Part.            | Goles            | Asist.           | Part.                 | Goles                 | Asist.                | Part. | Goles | Asist. |
| ----------------------- | ------------- | ------------- | ----- | ----- | ------ | ---------------- | ---------------- | ---------------- | --------------------- | --------------------- | --------------------- | ----- | ----- | ------ |
| Jong PSV · Países Bajos | 2.ª           | 2023-24       | 29    | 2     | 5      | —                | —                | —                | —                     | —                     | —                     | 29    | 2     | 5      |
| Jong PSV · Países Bajos | 2.ª           | 2024-25       | 12    | 1     | 1      | —                | —                | —                | —                     | —                     | —                     | 12    | 1     | 1      |
| Jong PSV · Países Bajos | Total club    | Total club    | 41    | 3     | 6      | 0                | 0                | 0                | 0                     | 0                     | 0                     | 41    | 3     | 6      |
| Total carrera           | Total carrera | Total carrera | 41    | 3     | 6      | 0                | 0                | 0                | 0                     | 0                     | 0                     | 41    | 3     | 6      |